# Поворка импулса
У математици поворка импусла (такође Дираков чешаљ и функција одабирања у електротехници) је периодична Шварцова расподела сачињена од Диракових делта функција.
{\displaystyle \Delta _{T}(t)\ {\stackrel {\mathrm {def} }{=}}\ \sum _{k=-\infty }^{\infty }\delta (t-kT)}
на неком одређеном интервалу времена T. Неки аутори, конкретно Брејсвел као и неки аутори уџбеника за електротехнику и теорију електричних кола, називају ову функцију Ш функцијом (могуће зато што график подсећа на облик слова Ш). Пошто је ова функција периодична, може да се представи Фуријеовим редом:
{\displaystyle \Delta _{T}(t)={\frac {1}{T}}\sum _{n=-\infty }^{\infty }e^{i2\pi nt/T}.}

## Особина скалирања
Особина скалирања следи директно из особине Диракове делта функције
{\displaystyle \sum _{k=-\infty }^{\infty }\delta (t-kT)=|\alpha |\cdot \sum _{k=-\infty }^{\infty }\delta {\bigg (}\alpha \cdot (t-kT){\bigg )}.}

## Фуријеов ред
Јасно је да је ΔT(t) периодично са периодом T. То јест
{\displaystyle \Delta _{T}(t+T)=\Delta _{T}(t)\quad \forall t}.
Комплексни Фуријеов ред за такву периодичну функцију гласи
{\displaystyle \Delta _{T}(t)=\sum _{n=-\infty }^{+\infty }c_{n}e^{i2\pi nt/T}\ }
где Фуријеови коефицијенти, c, износе,
| {\displaystyle c_{n}\,} | {\displaystyle ={\frac {1}{T}}\int _{t_{0}}^{t_{0}+T}\Delta _{T}(t)e^{-i2\pi nt/T}\,dt\quad (-\infty <t_{0}<+\infty )\ } |
|                         | {\displaystyle ={\frac {1}{T}}\int _{-T/2}^{T/2}\Delta _{T}(t)e^{-i2\pi nt/T}\,dt\ }                                     |
|                         | {\displaystyle ={\frac {1}{T}}\int _{-T/2}^{T/2}\delta (t)e^{-i2\pi nt/T}\,dt\ }                                         |
|                         | {\displaystyle ={\frac {1}{T}}e^{-i2\pi n\,0/T}\ }                                                                       |
|                         | {\displaystyle ={\frac {1}{T}}.\ }                                                                                       |
Сви Фуријеови коефицијенти су 1/T, због чега је
{\displaystyle \Delta _{T}(t)={\frac {1}{T}}\sum _{n=-\infty }^{\infty }e^{i2\pi nt/T}}.

## Фуријеова трансформација
Фуријеова трансформација поворке импулса је такође поворка импулса.
Јединична трансформација у фреквенцијски домен:
{\displaystyle \sum _{n=-\infty }^{\infty }\delta (t-nT)\quad {\stackrel {\mathcal {F}}{\Longleftrightarrow }}\quad {1 \over T}\sum _{k=-\infty }^{\infty }\delta \left(f-{k \over T}\right)\quad =\sum _{n=-\infty }^{\infty }e^{-i2\pi fnT}}
Јединична трансформација у угаони фреквенцијски домен:
{\displaystyle \sum _{n=-\infty }^{\infty }\delta (t-nT)\quad {\stackrel {\mathcal {F}}{\Longleftrightarrow }}\quad {\frac {\sqrt {2\pi }}{T}}\sum _{k=-\infty }^{\infty }\delta \left(\omega -k{\frac {2\pi }{T}}\right)\quad ={\frac {1}{\sqrt {2\pi }}}\sum _{n=-\infty }^{\infty }e^{-i\omega nT}\,}

## Одабирање и преклапање
Множење континуалног сигнала поворком импулса понекад се назива идеални одабирач са интервалом одабирања T.
Када се користи као идеални одабирач, може да се употреби за разумевање ефекта преклапања (алијасинга) и као доказ за Никвист-Шенонова теорема одабирања. 